# Moussa Camara
Moussa Camara (Siguiri, 27 novembre 1998) è un calciatore guineano, portiere dell'Horoya e della nazionale guineana.

## Carriera

### Nazionale
Già membro delle selezioni giovanili guineane Under-17 ed Under-20, con cui prende parte ai rispettivi campionati mondiali giovanili del 2015 e del 2017, debutta in nazionale maggiore il 15 luglio 2017 giocando il match valido per il Campionato delle nazioni africane vinto 3-1 contro la Guinea-Bissau.

## Statistiche

### Cronologia presenze e reti in nazionale
| Cronologia completa delle presenze e delle reti in nazionale ― Mali | Cronologia completa delle presenze e delle reti in nazionale ― Mali | Cronologia completa delle presenze e delle reti in nazionale ― Mali | Cronologia completa delle presenze e delle reti in nazionale ― Mali | Cronologia completa delle presenze e delle reti in nazionale ― Mali | Cronologia completa delle presenze e delle reti in nazionale ― Mali | Cronologia completa delle presenze e delle reti in nazionale ― Mali | Cronologia completa delle presenze e delle reti in nazionale ― Mali |
| Data                                                                | Città                                                               | In casa                                                             | Risultato                                                           | Ospiti                                                              | Competizione                                                        | Reti                                                                | Note                                                                |
| ------------------------------------------------------------------- | ------------------------------------------------------------------- | ------------------------------------------------------------------- | ------------------------------------------------------------------- | ------------------------------------------------------------------- | ------------------------------------------------------------------- | ------------------------------------------------------------------- | ------------------------------------------------------------------- |
| 15-7-2017                                                           | Bissau                                                              | Guinea-Bissau                                                       | 1 – 3                                                               | Guinea                                                              | Qual. CHAN 2018                                                     | -1                                                                  |                                                                     |
| 22-7-2017                                                           | Conakry                                                             | Guinea                                                              | 7 – 0                                                               | Guinea-Bissau                                                       | Qual. CHAN 2018                                                     | -                                                                   | 72’                                                                 |
| 15-8-2017                                                           | Dakar                                                               | Senegal                                                             | 3 – 1                                                               | Guinea                                                              | Qual. CHAN 2018                                                     | -2                                                                  | 80’                                                                 |
| 21-9-2019                                                           | Thiès                                                               | Senegal                                                             | 1 – 0                                                               | Guinea                                                              | Qual. CHAN 2020                                                     | -1                                                                  |                                                                     |
| 20-10-2019                                                          | Thiès                                                               | Guinea                                                              | 1 – 0 dts (3 – 1 dtr)                                               | Senegal                                                             | Qual. CHAN 2020                                                     | -                                                                   | 90+2’                                                               |
| 14-11-2019                                                          | Bamako                                                              | Mali                                                                | 2 – 2                                                               | Guinea                                                              | Qual. Coppa d'Africa 2021                                           | -1                                                                  | 60’                                                                 |
| 17-11-2019                                                          | Conakry                                                             | Guinea                                                              | 2 – 0                                                               | Namibia                                                             | Qual. Coppa d'Africa 2021                                           | -2                                                                  | 90+2’                                                               |
| 19-1-2021                                                           | Limbé                                                               | Guinea                                                              | 3 – 0                                                               | Namibia                                                             | CHAN 2020                                                           | -                                                                   |                                                                     |
| 23-1-2021                                                           | Limbé                                                               | Zambia                                                              | 1 – 1                                                               | Guinea                                                              | CHAN 2020                                                           | -1                                                                  |                                                                     |
| 27-1-2021                                                           | Douala                                                              | Tanzania                                                            | 2 – 2                                                               | Guinea                                                              | CHAN 2020                                                           | -2                                                                  |                                                                     |
| 31-1-2021                                                           | Limbé                                                               | Guinea                                                              | 1 – 0                                                               | Ruanda                                                              | CHAN 2020                                                           | -                                                                   |                                                                     |
| 3-2-2021                                                            | Douala                                                              | Mali                                                                | 0 – 0 dts (5 – 4 dtr)                                               | Guinea                                                              | CHAN 2020                                                           | -                                                                   | 120’                                                                |
| 6-2-2021                                                            | Douala                                                              | Camerun                                                             | 0 – 2                                                               | Guinea                                                              | CHAN 2020                                                           | -                                                                   | 57’                                                                 |
| 28-3-2021                                                           | Windhoek                                                            | Namibia                                                             | 2 – 1                                                               | Guinea                                                              | Qual. Coppa d'Africa 2021                                           | -2                                                                  |                                                                     |
| 5-6-2021                                                            | Manavgat                                                            | Togo                                                                | 2 – 0                                                               | Guinea                                                              | Amichevole                                                          | -2                                                                  |                                                                     |
| 6-10-2021                                                           | Marrakech                                                           | Sudan                                                               | 1 – 1                                                               | Guinea                                                              | Qual. Mondiali 2022                                                 | -1                                                                  |                                                                     |
| 9-10-2021                                                           | Agadir                                                              | Guinea                                                              | 2 – 2                                                               | Sudan                                                               | Qual. Mondiali 2022                                                 | -2                                                                  |                                                                     |
| 16-11-2021                                                          | Casablanca                                                          | Marocco                                                             | 3 – 0                                                               | Guinea                                                              | Qual. Mondiali 2022                                                 | -3                                                                  |                                                                     |
| 27-8-2022                                                           | Diamniadio                                                          | Senegal                                                             | 1 – 0                                                               | Guinea                                                              | Qual. CHAN 2022                                                     | -1                                                                  |                                                                     |
| 2-9-2022                                                            | Bamako                                                              | Guinea                                                              | 1 – 0 (3 – 5 dtr)                                                   | Senegal                                                             | Qual. CHAN 2022                                                     | -                                                                   |                                                                     |
| 17-10-2023                                                          | São João da Venda                                                   | Guinea                                                              | 1 – 1                                                               | Gabon                                                               | Amichevole                                                          | -1                                                                  |                                                                     |
| 21-3-2024                                                           | Gedda                                                               | Guinea                                                              | 6 – 0                                                               | Vanuatu                                                             | Amichevole                                                          | -                                                                   |                                                                     |
| 12-10-2024                                                          | Abidjan                                                             | Guinea                                                              | 4 – 1                                                               | Etiopia                                                             | Qual. Coppa d'Africa 2025                                           | -1                                                                  |                                                                     |
| 15-10-2024                                                          | Abidjan                                                             | Etiopia                                                             | 0 – 3                                                               | Guinea                                                              | Qual. Coppa d'Africa 2025                                           | -                                                                   |                                                                     |
| 16-11-2024                                                          | Abidjan                                                             | Guinea                                                              | 1 – 0                                                               | RD del Congo                                                        | Qual. Coppa d'Africa 2025                                           | -                                                                   |                                                                     |
| 19-11-2024                                                          | Dar es Salaam                                                       | Tanzania                                                            | 1 – 0                                                               | Guinea                                                              | Qual. Coppa d'Africa 2025                                           | -1                                                                  |                                                                     |
| Totale                                                              |                                                                     | Presenze                                                            | 26                                                                  |                                                                     | Reti                                                                | -24                                                                 |                                                                     |